# Géza Zemplén

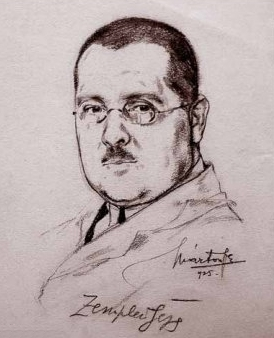
Géza Zemplén

Géza Zemplén (* 26. Oktober 1883 in Trencsén; † 24. Juli 1956 in Budapest) war Begründer der wissenschaftlichen organischen Chemie Ungarns.
Seine Eltern waren der Post- und Fernschreibinspektor János Zemplén (eigentlich Danyicskó oder Danyitzkó) aus Sátoraljaújhely im Komitat Zemplén und Johanna, die Tochter des Arztes Győző Wittlin. Seine älteren Brüder Szilárd und Győző wurden Kapitän bzw. Professor für Physik.
Er besuchte das Gymnasium von Fiume und studierte dann am Budapester Eötvös József Kollégium. Anfangs begeisterte er sich für Mineralogie und Pflanzenkunde. Später wandte er sich der Chemie zu und erwarb 1903/04 mit der Dissertation Über die Oberflächenspannungen von wässrigen Lösungen den Doktor der Philosophie.
Anschließend unterrichtete er ein Jahr am Staatlichen Oberrealgymnasium im Budapester V. Bezirk, bis er das Diplom eines Lehrers für Naturkunde und Chemie an mittleren Bildungseinrichtungen erhielt. Im Mai 1905 wurde er Assistenten am Lehrstuhl für forstwirtschaftliche Chemie der Hochschule für Bergbau und Forstwesen in Schemnitz ernannt. Nach seinem Militärdienst von Oktober 1905 bis September 1906 wurde er dort im Dezember 1906 Oberassistent.
Im Mai 1907 heiratete er Johanna Heinrich, die Tochter des Literatur-Professors Gusztáv Heinrich, der Egyetemes irodalomtörténet (Allgemeine Literaturgeschichte) und A kelta és germán irodalom története (Die Geschichte der keltischen und
germanischen Literatur) herausgegeben hatte. Mit ihr hatte er die Kinder Éva (* 1908), Tibor (* 1912) und Dénes (* 1918). Das Paar trennte sich jedoch wieder und 1920 heiratete er Natália Endrédy († 1931) und danach die Pädagogin Sarolta Rau.
Im Herbst 1907 wurde er vom Minister für Bodenbewirtschaftung für ein halbes Jahr auf Studienreise nach Berlin gesandt, wo er bei Professor Emil Fischer die Methoden der organischen Chemie studieren konnte. Ab Oktober 1908 arbeitete er für zwei Jahre zusammen mit Fischer und publizierte darüber in der Zeitschrift Erdészeti Kísérletek (Forstwirtschaftliche Versuche). Hier lernte er auch Emil Abderhalden kennen. 1910 setzte er seine Lehrtätigkeit in Schemnitz fort und beantragte im nächsten Jahr an der Budapester Universität seine Habilitation. Dank seiner Publikationen habilitierte er sich am 3. Mai 1912 zum Privatdozenten der “Chemie der Kohlenhydrate, Eiweiße und Enzyme”. 1912 wurde er vom Ministerium zum internationalen Kongress für angewandte Chemie nach Amerika entsandt, wobei er auf der Carpathia an der Rettung der Passagiere der Titanic teilnahm.
Im neuen Schemnitzer Labor führte er seine Experimente zur industriellen Verwendung von Ureiden fort, beschäftigte sich dann mit der Hydrolyse von Cellulose und begann im Mai 1913 mit der Untersuchung der Gentiobiose. Er bewarb sich dann für den neu eingerichteten Lehrstuhl für organische Chemie an der Technischen Universität Budapest, wobei er als einziger der vier Bewerber Berücksichtigung fand. Sein Institut blieb nach Ausbruch des Ersten Weltkriegs jedoch ohne Ausrüstung. 1915 löste er für die Chinoin-Werke das Problem zur Gewinnung von synthetischem Guajakol aus Phenol und bot den Flora-Werken ein Verfahren zur Herstellung von Glycerin aus Fetten und Ölen an. Mit diesen Auftragsarbeiten beschaffte er die Ausrüstung des Lehrstuhls. Sein wichtigster Mitarbeiter war Zoltán Csűrös.
1915 veröffentlicht er das Lehrbuch Az enzimek és gyakorlati alkalmazásuk (Die Enzyme und ihre praktische Verwendung). Um 1923 entwickelte er mit Alfons Kunz die Zemplén-Verseifung.
1923 wählte die Ungarische Akademie der Wissenschaften ihn zum korrespondierenden Mitglied, 1927 zum ordentlichen Mitglied und 1946 Ehrenmitglied. Mit seiner Arbeit Der Abbau von reduzierenden Disacchariden gewann er den Großen Preis der Akademie von 1928. 1932 wurde er zum Mitglied der Leopoldina gewählt.
Als im Zweiten Weltkrieg im Oktober 1944 die Pfeilkreuzler die Macht übernahmen, und die Universitäten nach Deutschland umsiedeln wollten, verkündete er, dass er sich nicht wegtreiben ließe und wurde für zwei Wochen im Gefängnis auf dem Margitring (Margit körút) inhaftiert. Sein ehemaliger Assistent, der Ingenieur-Oberst Andor Bartha, bewirkte seine Freilassung. Infolge der Belagerung blieben am Lehrstuhl nur die blanken Wände übrig und er musste von vorn beginnen.
1947 wurde er als Gastprofessor an die Georgetown University in Washington eingeladen, wobei er jedoch schwer erkrankte und schon im Februar 1948 zurückkehrte. Bis 1952 schrieb er das 1300 Seiten umfassende Buch Organische Chemie und 1953 wurde er mit dem Kossuth-Preis geehrt.
Er wurde in der Wissenschaftlerparzelle des Friedhofs Farkasrét zur Ruhe gesetzt.